# Alison Miller (mathématicienne)
Ne doit pas être confondu avec Allison Miller (actrice).
Pour les articles homonymes, voir Allison Miller et Miller.
Alison Beth Miller est une mathématicienne américaine connue pour être la première médaillée d'or américaine aux Olympiades internationales de mathématiques de 2004. 

## Biographie
Alison Miller est originaire de Upstate New York. Elle est la fille aînée de Ross Miller et de Mary O'Keeffe et est scolarisé à domicile, à Niskayuna, New York. Elle est classée troisième du concours d'orthographe Scripps National Spelling Bee en 2000, puis représente les États-Unis aux Olympiades internationales de mathématiques en 2004. Si les États-Unis participent depuis 1974, l'équipe américaine est constituée de garçons jusqu'en 1998, où Melanie Wood obtient la médaille d'argent. Alison Miller quant à elle obtient la première médaille d'or américaine l'année de sa participation, comme une autre candidate américaine, Sherry Gong. 
Elle s'inscrit à l'université Harvard où elle obtient en 2008 son diplôme de mathématiques, avec un mémoire intitulé Explicit Class Field Theory in Function Fields: Gross-Stark Units and Drinfeld Modules récompensé par le prix Hoopes. Elle entraîne des étudiantes américaines participant à l'Olympiade mathématique féminine en Chine en 2007, la première année où les États-Unis sont représentés à cette compétition,,. Elle obtient une bourse Churchill pour étudier pendant un an à l'université de Cambridge en Angleterre. 
Elle obtient son doctorat à l'université de Princeton en 2014, sous la direction de Manjul Bhargava avec une thèse sur les invariants de nœuds. Elle est ensuite postdoctorante à l'université Harvard de 2014 à 2019.
Elle est rédactrice associée des Mathematical Reviews depuis 2019

## Prix et distinctions
En 2008, Alison Miller est co-lauréate du prix Alice T. Schafer pour l'excellence en mathématiques d'une étudiante de licence décerné par l'Association for Women in Mathematics.
Elle remporte le prix Elizabeth Lowell Putnam pour les performances exceptionnelles d'une femme au concours Putnam en 2005, 2006 et 2007, égalant le record établi dix ans plus tôt par Ioana Dumitriu.

## Publications
- « A Shintani-Type Formula for Gross-Stark Units over Function Fields », avec Samit Dasgupta, Journal of Mathematical Sciences, Université de Tokyo, vol. 16, 2009, no 3, p. 415-440
- « Arithmetic traces of non-holomorphic modular invariants », avec Aaron Pixton, International Journal of Number Theory, no 6, 2010, p. 69-87. (pdf)
- « Orders at infinity of modular forms with Heegner divisors », avec Carl Erickson & Aaron Pixton, Proceedings of the American Mathematical Society, no 135, 2007, p. 3115-3126.
- « Asymptotic bounds for permutations containing many different patterns », Journal of Combinatorial Theory Series A, vol. 116, no 1, 2009, p. 92-108.